# Tobe Sexton
Tobe Sexton (nacido el 6 de septiembre de 1968) es un actor y productor estadounidense.
Sexton nació en Fort Worth, Texas, estudió actuación y dirección de teatro, así como cine en el Instituto de las Artes de California (The California Institute of the Arts) de la que obtuvo un BFA. Sexton es conocido sobre todo por su interpretación en la película de terror Freddy's Dead: The Final Nightmare, en la que interpretaba al mismo Freddy adolescente. 
En 1995 Sexton cofundó el Bauhaus Film Group. Alrededor del año 2000 se afilió al Cine independiente y creó el The TCS or The Technological City State, Productions. Entre los afiliados están: The International High IQ Society, Mandalay Entertainment, Apogee Magic, the Entertainment Technology Center-USC, así como varias empresas de producción independientes y cineastas.
Sexton produjo la película El Metrosexual.